# Helmut Eder
Helmut Eder (* 26. Dezember 1916 in Linz; † 8. Februar 2005 in Salzburg) war ein österreichischer Komponist.

## Leben

### Ausbildung
Helmut Eder erhielt ab seinem siebten Lebensjahr Klavierunterricht, später Violinunterricht. Nach seiner Matura im Jahr 1937 folgte im darauffolgenden Jahr die Einberufung zum Militärdienst. Nach seiner Rückkehr vom Militärdienst und der Kriegsgefangenschaft studierte er von 1945 bis 1947 am Brucknerkonservatorium in Linz Musiktheorie bei Helmut Schiff. Von 1947 bis 1950 studierte Eder Komposition bei Paul Hindemith in Salzburg. In den Jahren 1953/54 schlossen sich Kompositionsstudien bei Johann Nepomuk David in Stuttgart und Carl Orff in München an. In Stuttgart lernte er den Dirigenten Hans Stadlmair kennen.

### Berufliche Tätigkeit
In den Jahren 1945 bis 1950 war er, neben seinen Studien, Volksschullehrer in Eferding/Oberösterreich. Hier gründete er ein Klaviertrio und mehrere Chöre, u. a. den David Chor Eferding, welchen er bis 1962 leitete. Im Jahr 1950 wechselte er an das Linzer Bruckner-Konservatorium als Lehrer für Musiktheorie und Komposition. Diese Stellung hatte er bis 1967 inne. Von 1967 bis 1987 nahm er eine Professur und die Leitung einer Kompositionsklasse an der Universität Mozarteum Salzburg an. Ab 1974 hatte er einen Beraterstatus bei der Internationalen Stiftung Mozarteum.
Nach seinem Tod wurde Helmut Eder am 15. Februar 2005 auf dem Salzburger Kommunalfriedhof bestattet.

## Werke
Eder wurde unter anderem von Alban Berg, Johann Nepomuk David und György Ligeti beeinflusst. Er komponierte mehr als 130 Werke, die von Kammermusik über geistliche Musik bis zur Oper reichten. Sie wurden von den Wiener Philharmonikern und Berliner Philharmonikern unter Leitung prominenter Dirigenten, unter ihnen Seiji Ozawa und Wolfgang Sawallisch, aufgeführt. Bei den Salzburger Festspielen 1991 wurde Eders Oper Mozart in New York uraufgeführt.

### Kompositionen
Opern
- Oedipus (1958/59). Oper. Libretto: Fred Schroer (* 1907) (nach Sophokles’ König Ödipus, deutsch von Heinrich Weinstock). UA 1960 Linz
- Der Kardinal (1961/62). Oper. Libretto: Ernst Brauner. UA 1965 Linz
- Die weiße Frau (1966). Oper. Libretto: Karl Kleinschmidt
- Konjugationen 3 (1969). Oper. Libretto: Rudolf Bayr. UA 1969 Wien (ORF)
- Der Aufstand. Oper in 3 Akten. Libretto: Gertrud Fussenegger. UA 2. Oktober 1976 Linz
- George Dandin oder Der betrogene Ehemann. Oper. Libretto: Alfred Stögmüller (nach Molières gleichnamiger Komödie von 1668 in der deutschen Übersetzung von Auguste Cornelius). UA 1979 Linz
- Mozart in New York (1989/90). Oper. Libretto: Herbert Rosendorfer. UA 1991 Salzburg

Orgelwerke
- Partita über ein Thema von J.[Johann] N.[Nepomuk] David für Orgel op. 42. Breitkopf & Härtel, Wiesbaden 1966
- Vox media op. 53, Doblinger 13848, Wien/München 1971

## Auszeichnungen
- 1962 Staatspreis für Musik[6]
- 1966 Anton-Bruckner-Preis
- 1986 Heinrich-Gleißner-Preis

## Schüler
- Fridolin Dallinger (1933–2020)
- Augustinus Franz Kropfreiter (1936–2003)
- Horst Lohse (* 1943)
- Wolfgang Seeliger (* 1946)
- Günther Firlinger (* 1951)
- Karl Ellinger (* 1952)
- Gunter Waldek (* 1953)
- Gerhard Pirklbauer (* 1954)
- Wolfgang Seierl (* 1955)
- Christoph Busching (* 1956)
- Herbert Willi (* 1956)
- Herbert Pascher (* 1958)
- Gerhard E. Winkler (* 1959)
- Helmut Rogl (* 1960)
- Alois Wimmer (* 1960)